# Bóng rổ tại Đại hội Thể thao châu Á 2018
Bóng rổ tại Đại hội Thể thao châu Á được tổ chức ở Jakarta, Indonesia từ ngày 14 tháng 8 đến ngày 1 tháng 9 năm 2018, bởi tranh tài có 2 nội dung: bóng rổ 5x5 và 3x3. Đây là lần đầu tiên bóng rổ 3x3 đã được tổ chức tại Đại hội Thể thao châu Á.

## Lịch thi đấu
Bóng rổ là một trong những môn thể thao sẽ được tổ chức trước lễ khai mạc của Đại hội Thể thao châu Á 2018. Khi lễ khai mạc sẽ được tổ chức vào ngày 18 tháng 8, trận mở màn cho bóng rổ 5x5 sẽ được diễn ra sớm hơn bốn ngày vào ngày 14 tháng 8.
| P | Vòng sơ loại | ¼ | Tứ kết | ½ | Bán kết | B | Huy chương đồng | F | Huy chương vàng |

| NgàyNội dung | T3 14 | T4 15 | T5 16 | T6 17 | T7 18 | CN 19 | T2 20 | T3 21 | T4 22 | T5 23 | T6 24 | T7 25 | CN 26 | CN 26 | CN 26 | CN 26 | T2 27 | T3 28 | T4 29 | T5 30 | T6 31 | T7 1 | T7 1 |
| ------------ | ----- | ----- | ----- | ----- | ----- | ----- | ----- | ----- | ----- | ----- | ----- | ----- | ----- | ----- | ----- | ----- | ----- | ----- | ----- | ----- | ----- | ---- | ---- |
| Nam 5x5      | P     |       | P     |       |       |       | P     | P     | P     | P     |       | P     |       |       |       |       | ¼     |       |       | ½     |       | B    | F    |
| Nữ 5x5       |       | P     |       | P     |       | P     | P     | P     |       | P     |       |       | ¼     | ¼     | ¼     | ¼     |       |       |       | ½     |       | B    | F    |
| Nam 3x3      |       |       |       |       |       |       |       | P     | P     |       | P     | P     | ¼     | ½     | B     | F     |       |       |       |       |       |      |      |
| Nữ 3x3       |       |       |       |       |       |       |       | P     | P     |       | P     | P     | ¼     | ½     | B     | F     |       |       |       |       |       |      |      |

Tất cả thời gian là giờ chuẩn Tây Indonesia địa phương (UTC+7).

## Tóm tắt huy chương

### Bảng huy chương
| 1         | Trung Quốc | 4 | 0 | 0 | 4  |
| 2         | Nhật Bản   | 0 | 1 | 1 | 2  |
| 2         | Hàn Quốc   | 0 | 1 | 1 | 2  |
| 2         | Iran       | 0 | 1 | 1 | 2  |
| 5         | Triều Tiên | 0 | 1 | 0 | 1  |
| 6         | Thái Lan   | 0 | 0 | 1 | 1  |
| Tổng cộng | Tổng cộng  | 4 | 4 | 4 | 12 |

### Bóng rổ 5x5
| Nội dung | Vàng | Bạc | Đồng |
| -------- | --- | --- | --- |
| Nam      | Trung Quốc · Điền Du Tường · Phương Sác · Triệu Thái Long · Du Trường Đông · Đình Ân Vũ Hàng · Triệu Duệ · Lưu Chí Tuyên · Châu Kỳ · Đổng Hàn Lâm · Tôn Minh Huy · Abudushalamu Abudurexiti · Vương Triết Lâm | Iran · Meisam Mirzaei · Sajjad Mashayekhi · Aren Davoudi · Behnam Yakhchali · Vahid Dalirzahan · Rouzbeh Arghavan · Mohammad Jamshidi · Samad Nikkhah Bahrami · Hamed Haddadi · Navid Rezaeifar · Arsalan Kazemi · Mohammad Hassanzadeh | Hàn Quốc · Kim Jun-yl · Park Chan-hee · Choi Jun-yong · Lee Jung-hyun · Kim Sun-hyung · Heo Hoon · Heo Ung · Heo Il-young · Kang Sang-jae · Jeon Jun-beom · Ricardo Ratliffe · Lee Seoung-hyun                    |
| Nữ       | Trung Quốc · Dương Lệ Vỹ · Lý Nguyên · Vương Tây Du · Vương Lệ Lệ · Thiệu Tinh · Lý Mộng · Vương Huệ Mông · Hoàng Tây Kinh · Lưu Gia Sen · Tôn Mộng Nhiễm · Lý Duệ Nhu · Hàn Tô                               | Triều Tiên · Kang Lee-seul · Park Ji-hyun · Kim Hye-yon · Park Hye-jin · Choi Eun-sil · Jang Mi-gyong · Park Ha-na · Lim Yung-hui · Ro Suk-yong · Kim So-dam · Park Ji-su · Kim Han-byul                                                | Nhật Bản · Takehara Layla · Stephanie Mawuli · Suzuki Haruka · Shinozaki Mio · Yasuma Shiori · Kawamura Miyuki · Nagata Moe · Hayashi Saki · Miyazaki Saori · Nakada Tamami · Watanabe Aya · Umezawa Kadysha Juna |

### Bóng rổ 3x3
| Nội dung | Vàng                                                                         | Bạc                                                                          | Đồng                                                                                       |
| -------- | ---------------------------------------------------------------------------- | ---------------------------------------------------------------------------- | ------------------------------------------------------------------------------------------ |
| Nam      | Trung Quốc · Trần Công · Tiêu Hải Lượng · Hoàng Văn Vỹ · Tăng Băng Cường     | Hàn Quốc · An Young-jun · Kim Nak-hyeon · Park In-tae · Yang Hong-seok       | Iran · Ali Allahverdi · Azari Amirhossein · Navid Khajehzadeh · Mohammad Yousof Vand       |
| Nữ       | Trung Quốc · Lý Anh Vân · Dilina Dilixiati · Khương Giả Ân · Trương Chí Đình | Nhật Bản · Okuyama Ririka · Konno Norika · Stephanie Mawuli · Miyashita Kiho | Thái Lan · Amphawa Thuamon · Thunchanok Lumbadpang · Warunee Kitraksa · Rujiwan Bunsinprom |

## Giải thi đấu bóng rổ nam
Cuộc thi đấu bao gồm hai giai đoạn; một vòng sơ loại tiếp theo là một vòng chung kết.

### Vòng sơ loại

#### Bảng A
| VT | Đội           | ST | T | B | ĐT  | ĐB  | HS   | Đ | Giành quyền tham dự    |
| -- | ------------- | -- | - | - | --- | --- | ---- | - | ---------------------- |
| 1  | Hàn Quốc      | 3  | 3 | 0 | 329 | 215 | +114 | 6 | Giành quyền vào tứ kết |
| 2  | Indonesia (H) | 3  | 1 | 2 | 232 | 264 | −32  | 4 | Giành quyền vào tứ kết |
| 3  | Mông Cổ       | 3  | 1 | 2 | 233 | 264 | −31  | 4 |                        |
| 4  | Thái Lan      | 3  | 1 | 2 | 250 | 301 | −51  | 4 |                        |

1. ↑  Indonesia 1–1, 1.044
2. ↑  Mongolia 1–1, 1.026
3. ↑  Thailand 1–1, 0.940

#### Bảng B
| VT | Đội     | ST | T | B | ĐT | ĐB | HS  | Đ | Giành quyền tham dự    |
| -- | ------- | -- | - | - | -- | -- | --- | - | ---------------------- |
| 1  | Iran    | 0  | 0 | 0 | 0  | 0  | 0   | 0 | Giành quyền vào tứ kết |
| 2  | Syria   | 1  | 0 | 1 | 55 | 68 | −13 | 1 | Giành quyền vào tứ kết |
| 3  | UAE (D) | 0  | 0 | 0 | 0  | 0  | 0   | 0 | Bỏ cuộc                |

#### Bảng C
| VT | Đội               | ST | T | B | ĐT  | ĐB  | HS  | Đ | Giành quyền tham dự    |
| -- | ----------------- | -- | - | - | --- | --- | --- | - | ---------------------- |
| 1  | Đài Bắc Trung Hoa | 3  | 3 | 0 | 252 | 202 | +50 | 6 | Giành quyền vào tứ kết |
| 2  | Nhật Bản          | 3  | 2 | 1 | 235 | 224 | +11 | 5 | Giành quyền vào tứ kết |
| 3  | Qatar             | 3  | 1 | 2 | 231 | 245 | −14 | 4 |                        |
| 4  | Hồng Kông         | 3  | 0 | 3 | 229 | 276 | −47 | 3 |                        |

#### Bảng D
| VT | Đội           | ST | T | B | ĐT  | ĐB  | HS  | Đ | Giành quyền tham dự    |
| -- | ------------- | -- | - | - | --- | --- | --- | - | ---------------------- |
| 1  | Trung Quốc    | 2  | 2 | 0 | 165 | 146 | +19 | 4 | Giành quyền vào tứ kết |
| 2  | Philippines   | 2  | 1 | 1 | 176 | 141 | +35 | 3 | Giành quyền vào tứ kết |
| 3  | Kazakhstan    | 2  | 0 | 2 | 125 | 179 | −54 | 2 |                        |
| 4  | Palestine (D) | 0  | 0 | 0 | 0   | 0   | 0   | 0 | Bỏ cuộc                |

### Vòng chung kết
|  | Tứ kết               | Tứ kết               |                     |    | Bán kết         | Bán kết         |  |  | Huy chương vàng | Huy chương vàng |
|  |                      |                      |                     |    |                 |                 |  |  |                 |                 |
|  | 27 tháng 8 10:00     |                      |                     |    |                 |                 |  |  |                 |                 |
|  |                      |                      |                     |    |                 |                 |  |  |                 |                 |
|  | Hàn Quốc             | 91                   |                     |    |                 |                 |  |  |                 |                 |
|  | Hàn Quốc             | 91                   | 30 tháng 8 16:00    |    |                 |                 |  |  |                 |                 |
|  | Philippines          | 82                   |                     |    |                 |                 |  |  |                 |                 |
|  | Philippines          | 82                   | Hàn Quốc            | 68 |                 |                 |  |  |                 |                 |
|  | 27 tháng 8 12:30     |                      | Hàn Quốc            | 68 |                 |                 |  |  |                 |                 |
|  |                      | Iran                 | 80                  |    |                 |                 |  |  |                 |                 |
|  | Iran                 | Iran                 | 80                  | 93 |                 |                 |  |  |                 |                 |
|  | Iran                 |                      | 1 tháng 9 năm 18:30 | 93 |                 |                 |  |  |                 |                 |
|  | Nhật Bản             | 67                   |                     |    |                 |                 |  |  |                 |                 |
|  | Nhật Bản             | 67                   | Iran                | 72 |                 |                 |  |  |                 |                 |
|  | 27 tháng 8 16:00     |                      | Iran                | 72 |                 |                 |  |  |                 |                 |
|  |                      | Trung Quốc           | 84                  |    |                 |                 |  |  |                 |                 |
|  | Đài Bắc Trung Hoa    | Trung Quốc           | 84                  | 82 |                 |                 |  |  |                 |                 |
|  | Đài Bắc Trung Hoa    | 30 tháng 8 năm 18:30 |                     | 82 |                 |                 |  |  |                 |                 |
|  | Syria                | 75                   |                     |    |                 |                 |  |  |                 |                 |
|  | Syria                | 75                   | Đài Bắc Trung Hoa   | 63 |                 |                 |  |  |                 |                 |
|  | 27 tháng 8 năm 18:30 |                      | Đài Bắc Trung Hoa   | 63 |                 |                 |  |  |                 |                 |
|  |                      | Trung Quốc           | 86                  |    | Huy chương đồng | Huy chương đồng |  |  |                 |                 |
|  | Trung Quốc           | Trung Quốc           | 86                  | 98 | Huy chương đồng | Huy chương đồng |  |  |                 |                 |
|  | Trung Quốc           |                      | 1 tháng 9 12:30     | 98 |                 |                 |  |  |                 |                 |
|  | Indonesia            | 63                   |                     |    |                 |                 |  |  |                 |                 |
|  | Indonesia            | 63                   | Hàn Quốc            | 89 |                 |                 |  |  |                 |                 |
|  |                      |                      |                     |    |                 |                 |  |  |                 |                 |
|  | Đài Bắc Trung Hoa    | 81                   |                     |    |                 |                 |  |  |                 |                 |
|  | Đài Bắc Trung Hoa    | 81                   |                     |    |                 |                 |  |  |                 |                 |

Tranh hạng 5-8
|  | Bán kết 5-8          | Bán kết 5-8 |                      |     | Tranh hạng 5 | Tranh hạng 5 |
|  |                      |             |                      |     |              |              |
|  | 28 tháng 8 16:00     |             |                      |     |              |              |
|  |                      |             |                      |     |              |              |
|  | Philippines          | 113         |                      |     |              |              |
|  | Philippines          | 113         | 31 tháng 8 năm 18:30 |     |              |              |
|  | Nhật Bản             | 80          |                      |     |              |              |
|  | Nhật Bản             | 80          | Philippines          | 109 |              |              |
|  | 28 tháng 8 năm 18:30 |             | Philippines          | 109 |              |              |
|  |                      | Syria       | 55                   |     |              |              |
|  | Syria                | Syria       | 55                   | 76  |              |              |
|  | Syria                |             |                      | 76  |              |              |
|  | Indonesia            | 66          |                      |     |              |              |
|  | Indonesia            | 66          | Tranh hạng 7         |     |              |              |
|  |                      |             |                      |     |              |              |
|  | 31 tháng 8 12:30     |             |                      |     |              |              |
|  |                      |             |                      |     |              |              |
|  | Nhật Bản             | 84          |                      |     |              |              |
|  | Nhật Bản             | 84          |                      |     |              |              |
|  | Indonesia            | 66          |                      |     |              |              |

## Giải thi đấu bóng rổ nữ
Cuộc thi đấu bao gồm hai giai đoạn; một vòng sơ loại tiếp theo là một vòng chung kết.

### Vòng sơ loại

#### Bảng X
| VT | Đội               | ST | T | B | ĐT  | ĐB  | HS   | Đ | Giành quyền tham dự    |
| -- | ----------------- | -- | - | - | --- | --- | ---- | - | ---------------------- |
| 1  | Đài Bắc Trung Hoa | 4  | 4 | 0 | 358 | 239 | +119 | 8 | Giành quyền vào tứ kết |
| 2  | Triều Tiên        | 4  | 3 | 1 | 382 | 238 | +144 | 7 | Giành quyền vào tứ kết |
| 3  | Kazakhstan        | 4  | 2 | 2 | 263 | 291 | −28  | 6 | Giành quyền vào tứ kết |
| 4  | Indonesia (H)     | 4  | 1 | 3 | 233 | 374 | −141 | 5 | Giành quyền vào tứ kết |
| 5  | Ấn Độ             | 4  | 0 | 4 | 242 | 336 | −94  | 4 |                        |

#### Bảng Y
| VT | Đội        | ST | T | B | ĐT  | ĐB  | HS   | Đ | Giành quyền tham dự    |
| -- | ---------- | -- | - | - | --- | --- | ---- | - | ---------------------- |
| 1  | Trung Quốc | 4  | 4 | 0 | 448 | 182 | +266 | 8 | Giành quyền vào tứ kết |
| 2  | Nhật Bản   | 4  | 3 | 1 | 392 | 225 | +167 | 7 | Giành quyền vào tứ kết |
| 3  | Thái Lan   | 4  | 2 | 2 | 231 | 316 | −85  | 6 | Giành quyền vào tứ kết |
| 4  | Mông Cổ    | 4  | 1 | 3 | 193 | 358 | −165 | 5 | Giành quyền vào tứ kết |
| 5  | Hồng Kông  | 4  | 0 | 4 | 230 | 423 | −193 | 4 |                        |

### Vòng chung kết
|  | Tứ kết               | Tứ kết           |                   |     | Bán kết         | Bán kết         |  |  | Huy chương vàng | Huy chương vàng |
|  |                      |                  |                   |     |                 |                 |  |  |                 |                 |
|  | 26 tháng 8 10:00     |                  |                   |     |                 |                 |  |  |                 |                 |
|  |                      |                  |                   |     |                 |                 |  |  |                 |                 |
|  | Đài Bắc Trung Hoa    | 76               |                   |     |                 |                 |  |  |                 |                 |
|  | Đài Bắc Trung Hoa    | 76               | 30 tháng 8 10:00  |     |                 |                 |  |  |                 |                 |
|  | Mông Cổ              | 59               |                   |     |                 |                 |  |  |                 |                 |
|  | Mông Cổ              | 59               | Đài Bắc Trung Hoa | 66  |                 |                 |  |  |                 |                 |
|  | 26 tháng 8 12:30     |                  | Đài Bắc Trung Hoa | 66  |                 |                 |  |  |                 |                 |
|  |                      | Triều Tiên       | 89                |     |                 |                 |  |  |                 |                 |
|  | Triều Tiên           | Triều Tiên       | 89                | 106 |                 |                 |  |  |                 |                 |
|  | Triều Tiên           |                  | 1 tháng 9 16:00   | 106 |                 |                 |  |  |                 |                 |
|  | Thái Lan             | 63               |                   |     |                 |                 |  |  |                 |                 |
|  | Thái Lan             | 63               | Triều Tiên        | 65  |                 |                 |  |  |                 |                 |
|  | 26 tháng 8 16:00     |                  | Triều Tiên        | 65  |                 |                 |  |  |                 |                 |
|  |                      | Trung Quốc       | 71                |     |                 |                 |  |  |                 |                 |
|  | Nhật Bản             | Trung Quốc       | 71                | 104 |                 |                 |  |  |                 |                 |
|  | Nhật Bản             | 30 tháng 8 12:30 |                   | 104 |                 |                 |  |  |                 |                 |
|  | Kazakhstan           | 57               |                   |     |                 |                 |  |  |                 |                 |
|  | Kazakhstan           | 57               | Nhật Bản          | 74  |                 |                 |  |  |                 |                 |
|  | 26 tháng 8 năm 18:30 |                  | Nhật Bản          | 74  |                 |                 |  |  |                 |                 |
|  |                      | Trung Quốc       | 86                |     | Huy chương đồng | Huy chương đồng |  |  |                 |                 |
|  | Trung Quốc           | Trung Quốc       | 86                | 141 | Huy chương đồng | Huy chương đồng |  |  |                 |                 |
|  | Trung Quốc           |                  | 1 tháng 9 10:00   | 141 |                 |                 |  |  |                 |                 |
|  | Indonesia            | 37               |                   |     |                 |                 |  |  |                 |                 |
|  | Indonesia            | 37               | Đài Bắc Trung Hoa | 63  |                 |                 |  |  |                 |                 |
|  |                      |                  |                   |     |                 |                 |  |  |                 |                 |
|  | Nhật Bản             | 76               |                   |     |                 |                 |  |  |                 |                 |
|  | Nhật Bản             | 76               |                   |     |                 |                 |  |  |                 |                 |

Tranh hạng 5-8
|  | Bán kết 5-8      | Bán kết 5-8 |                  |    | Tranh hạng 5 | Tranh hạng 5 |
|  |                  |             |                  |    |              |              |
|  | 28 tháng 8 10:00 |             |                  |    |              |              |
|  |                  |             |                  |    |              |              |
|  | Mông Cổ          | 51          |                  |    |              |              |
|  | Mông Cổ          | 51          | 31 tháng 8 16:00 |    |              |              |
|  | Thái Lan         | 80          |                  |    |              |              |
|  | Thái Lan         | 80          | Thái Lan         | 64 |              |              |
|  | 28 tháng 8 12:30 |             | Thái Lan         | 64 |              |              |
|  |                  | Kazakhstan  | 71               |    |              |              |
|  | Kazakhstan       | Kazakhstan  | 71               | 93 |              |              |
|  | Kazakhstan       |             |                  | 93 |              |              |
|  | Indonesia        | 65          |                  |    |              |              |
|  | Indonesia        | 65          | Tranh hạng 7     |    |              |              |
|  |                  |             |                  |    |              |              |
|  | 31 tháng 8 10:00 |             |                  |    |              |              |
|  |                  |             |                  |    |              |              |
|  | Mông Cổ          | 66          |                  |    |              |              |
|  | Mông Cổ          | 66          |                  |    |              |              |
|  | Indonesia        | 82          |                  |    |              |              |

## Giải thi đấu bóng rổ 3x3 nam

### Vòng sơ loại

#### Pool A
| VT | Đội        | ST | T | B | ĐT | ĐB | HS  | Đ | Giành quyền tham dự    |
| -- | ---------- | -- | - | - | -- | -- | --- | - | ---------------------- |
| 1  | Trung Quốc | 4  | 4 | 0 | 86 | 49 | +37 | 8 | Giành quyền vào tứ kết |
| 2  | Thái Lan   | 4  | 3 | 1 | 74 | 53 | +21 | 7 | Giành quyền vào tứ kết |
| 3  | Indonesia  | 4  | 2 | 2 | 67 | 59 | +8  | 6 |                        |
| 4  | Sri Lanka  | 4  | 1 | 3 | 57 | 66 | −9  | 5 |                        |
| 5  | Việt Nam   | 4  | 0 | 4 | 28 | 85 | −57 | 4 |                        |

#### Pool B
| VT | Đội               | ST | T | B | ĐT | ĐB | HS  | Đ | Giành quyền tham dự    |
| -- | ----------------- | -- | - | - | -- | -- | --- | - | ---------------------- |
| 1  | Hàn Quốc          | 4  | 4 | 0 | 83 | 46 | +37 | 8 | Giành quyền vào tứ kết |
| 2  | Đài Bắc Trung Hoa | 4  | 3 | 1 | 79 | 50 | +29 | 7 | Giành quyền vào tứ kết |
| 3  | Mông Cổ           | 4  | 2 | 2 | 63 | 68 | −5  | 6 |                        |
| 4  | Kyrgyzstan        | 4  | 1 | 3 | 44 | 71 | −27 | 5 |                        |
| 5  | Bangladesh        | 4  | 0 | 4 | 35 | 69 | −34 | 4 |                        |

#### Pool C
| VT | Đội          | ST | T | B | ĐT | ĐB | HS  | Đ  | Giành quyền tham dự    |
| -- | ------------ | -- | - | - | -- | -- | --- | -- | ---------------------- |
| 1  | Nhật Bản     | 5  | 5 | 0 | 86 | 46 | +40 | 10 | Giành quyền vào tứ kết |
| 2  | Qatar        | 5  | 4 | 1 | 74 | 43 | +31 | 9  | Giành quyền vào tứ kết |
| 3  | Syria        | 5  | 3 | 2 | 62 | 76 | −14 | 8  |                        |
| 4  | Nepal        | 5  | 2 | 3 | 59 | 74 | −15 | 7  |                        |
| 5  | Jordan       | 5  | 1 | 4 | 43 | 85 | −42 | 6  |                        |
| 6  | Maldives (D) | 5  | 0 | 5 | 0  | 0  | 0   | 5  |                        |

#### Pool D
| VT | Đội          | ST | T | B | ĐT | ĐB  | HS  | Đ  | Giành quyền tham dự    |
| -- | ------------ | -- | - | - | -- | --- | --- | -- | ---------------------- |
| 1  | Iran         | 5  | 5 | 0 | 99 | 56  | +43 | 10 | Giành quyền vào tứ kết |
| 2  | Kazakhstan   | 5  | 3 | 2 | 91 | 82  | +9  | 8  | Giành quyền vào tứ kết |
| 3  | Iraq         | 5  | 3 | 2 | 90 | 82  | +8  | 8  |                        |
| 4  | Malaysia     | 5  | 2 | 3 | 82 | 80  | +2  | 7  |                        |
| 5  | Turkmenistan | 5  | 2 | 3 | 73 | 76  | −3  | 7  |                        |
| 6  | Afghanistan  | 5  | 0 | 5 | 47 | 106 | −59 | 5  |                        |

### Vòng chung kết
|  | Tứ kết            | Tứ kết     |            |    | Bán kết         | Bán kết         |  |  | Huy chương vàng | Huy chương vàng |
|  |                   |            |            |    |                 |                 |  |  |                 |                 |
|  | 26 tháng 8        |            |            |    |                 |                 |  |  |                 |                 |
|  |                   |            |            |    |                 |                 |  |  |                 |                 |
|  | Trung Quốc        | 21         |            |    |                 |                 |  |  |                 |                 |
|  | Trung Quốc        | 21         | 26 tháng 8 |    |                 |                 |  |  |                 |                 |
|  | Qatar             | 18         |            |    |                 |                 |  |  |                 |                 |
|  | Qatar             | 18         | Trung Quốc | 21 |                 |                 |  |  |                 |                 |
|  | 26 tháng 8        |            | Trung Quốc | 21 |                 |                 |  |  |                 |                 |
|  |                   | Iran       | 19         |    |                 |                 |  |  |                 |                 |
|  | Iran              | Iran       | 19         | 18 |                 |                 |  |  |                 |                 |
|  | Iran              |            | 26 tháng 8 | 18 |                 |                 |  |  |                 |                 |
|  | Đài Bắc Trung Hoa | 17         |            |    |                 |                 |  |  |                 |                 |
|  | Đài Bắc Trung Hoa | 17         | Trung Quốc | 19 |                 |                 |  |  |                 |                 |
|  | 26 tháng 8        |            | Trung Quốc | 19 |                 |                 |  |  |                 |                 |
|  |                   | Hàn Quốc   | 18         |    |                 |                 |  |  |                 |                 |
|  | Hàn Quốc          | Hàn Quốc   | 18         | 17 |                 |                 |  |  |                 |                 |
|  | Hàn Quốc          | 26 tháng 8 |            | 17 |                 |                 |  |  |                 |                 |
|  | Kazakhstan        | 13         |            |    |                 |                 |  |  |                 |                 |
|  | Kazakhstan        | 13         | Hàn Quốc   | 20 |                 |                 |  |  |                 |                 |
|  | 26 tháng 8        |            | Hàn Quốc   | 20 |                 |                 |  |  |                 |                 |
|  |                   | Thái Lan   | 16         |    | Huy chương đồng | Huy chương đồng |  |  |                 |                 |
|  | Nhật Bản          | Thái Lan   | 16         | 13 | Huy chương đồng | Huy chương đồng |  |  |                 |                 |
|  | Nhật Bản          |            | 26 tháng 8 | 13 |                 |                 |  |  |                 |                 |
|  | Thái Lan          | 21         |            |    |                 |                 |  |  |                 |                 |
|  | Thái Lan          | 21         | Iran       | 21 |                 |                 |  |  |                 |                 |
|  |                   |            |            |    |                 |                 |  |  |                 |                 |
|  | Thái Lan          | 7          |            |    |                 |                 |  |  |                 |                 |
|  | Thái Lan          | 7          |            |    |                 |                 |  |  |                 |                 |

## Giải thi đấu bóng rổ 3x3 nữ

### Vòng sơ loại

#### Pool A
| VT | Đội        | ST | T | B | ĐT | ĐB | HS  | Đ | Giành quyền tham dự    |
| -- | ---------- | -- | - | - | -- | -- | --- | - | ---------------------- |
| 1  | Trung Quốc | 3  | 3 | 0 | 66 | 26 | +40 | 6 | Giành quyền vào Tứ kết |
| 2  | Malaysia   | 3  | 2 | 1 | 45 | 41 | +4  | 5 | Giành quyền vào Tứ kết |
| 3  | Việt Nam   | 3  | 1 | 2 | 33 | 41 | −8  | 4 |                        |
| 4  | Qatar      | 3  | 0 | 3 | 16 | 52 | −36 | 3 |                        |

#### Pool B
| VT | Đội               | ST | T | B | ĐT | ĐB | HS  | Đ | Giành quyền tham dự    |
| -- | ----------------- | -- | - | - | -- | -- | --- | - | ---------------------- |
| 1  | Nhật Bản          | 3  | 3 | 0 | 57 | 15 | +42 | 6 | Giành quyền vào Tứ kết |
| 2  | Đài Bắc Trung Hoa | 3  | 2 | 1 | 50 | 32 | +18 | 5 | Giành quyền vào Tứ kết |
| 3  | Mông Cổ           | 3  | 1 | 2 | 23 | 54 | −31 | 4 |                        |
| 4  | Nepal             | 3  | 0 | 3 | 23 | 52 | −29 | 3 |                        |

#### Pool C
| VT | Đội          | ST | T | B | ĐT | ĐB | HS  | Đ | Giành quyền tham dự    |
| -- | ------------ | -- | - | - | -- | -- | --- | - | ---------------------- |
| 1  | Thái Lan     | 3  | 3 | 0 | 32 | 13 | +19 | 6 | Giành quyền vào Tứ kết |
| 2  | Iran         | 3  | 2 | 1 | 25 | 23 | +2  | 5 | Giành quyền vào Tứ kết |
| 3  | Kazakhstan   | 3  | 1 | 2 | 18 | 39 | −21 | 4 |                        |
| 4  | Maldives (D) | 3  | 0 | 3 | 0  | 0  | 0   | 3 |                        |

#### Pool D
| VT | Đội           | ST | T | B | ĐT | ĐB | HS  | Đ | Giành quyền tham dự    |
| -- | ------------- | -- | - | - | -- | -- | --- | - | ---------------------- |
| 1  | Hàn Quốc      | 3  | 3 | 0 | 59 | 32 | +27 | 6 | Giành quyền vào Tứ kết |
| 2  | Indonesia (H) | 3  | 2 | 1 | 46 | 46 | 0   | 5 | Giành quyền vào Tứ kết |
| 3  | Syria         | 3  | 0 | 3 | 42 | 47 | −5  | 3 |                        |
| 4  | Sri Lanka     | 3  | 1 | 2 | 32 | 54 | −22 | 4 |                        |

### Vòng chung kết
|  | Tứ kết            | Tứ kết            |                   |    | Bán kết         | Bán kết         |  |  | Huy chương vàng | Huy chương vàng |
|  |                   |                   |                   |    |                 |                 |  |  |                 |                 |
|  | 26 tháng 8        |                   |                   |    |                 |                 |  |  |                 |                 |
|  |                   |                   |                   |    |                 |                 |  |  |                 |                 |
|  | Trung Quốc        | 21                |                   |    |                 |                 |  |  |                 |                 |
|  | Trung Quốc        | 21                | 26 tháng 8        |    |                 |                 |  |  |                 |                 |
|  | Iran              | 7                 |                   |    |                 |                 |  |  |                 |                 |
|  | Iran              | 7                 | Trung Quốc        | 21 |                 |                 |  |  |                 |                 |
|  | 26 tháng 8        |                   | Trung Quốc        | 21 |                 |                 |  |  |                 |                 |
|  |                   | Đài Bắc Trung Hoa | 12                |    |                 |                 |  |  |                 |                 |
|  | Hàn Quốc          | Đài Bắc Trung Hoa | 12                | 11 |                 |                 |  |  |                 |                 |
|  | Hàn Quốc          |                   | 26 tháng 8        | 11 |                 |                 |  |  |                 |                 |
|  | Đài Bắc Trung Hoa | 15                |                   |    |                 |                 |  |  |                 |                 |
|  | Đài Bắc Trung Hoa | 15                | Trung Quốc        | 21 |                 |                 |  |  |                 |                 |
|  | 26 tháng 8        |                   | Trung Quốc        | 21 |                 |                 |  |  |                 |                 |
|  |                   | Nhật Bản          | 10                |    |                 |                 |  |  |                 |                 |
|  | Nhật Bản          | Nhật Bản          | 10                | 15 |                 |                 |  |  |                 |                 |
|  | Nhật Bản          | 26 tháng 8        |                   | 15 |                 |                 |  |  |                 |                 |
|  | Indonesia         | 6                 |                   |    |                 |                 |  |  |                 |                 |
|  | Indonesia         | 6                 | Nhật Bản          | 21 |                 |                 |  |  |                 |                 |
|  | 26 tháng 8        |                   | Nhật Bản          | 21 |                 |                 |  |  |                 |                 |
|  |                   | Thái Lan          | 16                |    | Huy chương đồng | Huy chương đồng |  |  |                 |                 |
|  | Thái Lan          | Thái Lan          | 16                | 15 | Huy chương đồng | Huy chương đồng |  |  |                 |                 |
|  | Thái Lan          |                   | 26 tháng 8        | 15 |                 |                 |  |  |                 |                 |
|  | Malaysia          | 13                |                   |    |                 |                 |  |  |                 |                 |
|  | Malaysia          | 13                | Đài Bắc Trung Hoa | 14 |                 |                 |  |  |                 |                 |
|  |                   |                   |                   |    |                 |                 |  |  |                 |                 |
|  | Thái Lan          | 15                |                   |    |                 |                 |  |  |                 |                 |
|  | Thái Lan          | 15                |                   |    |                 |                 |  |  |                 |                 |

## Các quốc gia đang tham dự
Tổng cộng có 542 vận động viên từ 25 quốc gia được dự kiến tham gia (số vận động viên được hiển thị trong dấu ngoặc đơn). Vận động viên Bắc Triều Tiên đã được danh sách tham gia trong giải đấu 5x5 nữ cùng với vận động viên Hàn Quốc trong một đội tuyển nữ Triều Tiên kết hợp.
- Bangladesh (9)
- Trung Quốc (34)
- Đài Bắc Trung Hoa (33)
- Hồng Kông (26)
- Ấn Độ (21)
- Indonesia (34)
- Iran (23)
- Iraq (4)
- Nhật Bản (40)
- Jordan (7)
- Kazakhstan (37)
- Triều Tiên (13)
- Kyrgyzstan (5)
- Malaysia (10)
- Mông Cổ (48)
- Nepal (9)
- Palestine (21)
- Philippines (26)
- Qatar (25)
- Hàn Quốc (22)
- Sri Lanka (8)
- Syria (23)
- Thái Lan (43)
- Turkmenistan (4)
- Việt Nam (12)